# Blind (rivière de France)
Pour les articles homonymes, voir Blind.
La Blind est une petite rivière phréatique qui coule dans la région du Ried en région Grand Est, dans les deux départements du Bas-Rhin et du Haut-Rhin. Elle est l'un des rares affluents droits de l'Ill, donc un sous-affluent du Rhin. 

## Géographie
Sa longueur est de 21,8 km.
Le cours de la Blind est d'abord souterrain et commence à la limite des bans de Sundhoffen et d'Andolsheim ; c'est dans la forêt de Bischwihr qu'apparaissent les résurgences. Elle reçoit aussi les eaux du canal de Widensolen.
Elle se jette dans l'Ill à Ehnwihr, près de Sélestat.

### Communes et cantons traversés
Elle traverse successivement les communes haut-rhinoises de : Sundhoffen, Andolsheim, Fortschwihr, Bischwihr, Wickerschwihr, Riedwihr, Grussenheim, puis dans le Bas-Rhin, Elsenheim, Ohnenheim, Heidolsheim, Mussig, Muttersholtz, Ehnwihr.

## Affluents
La Blind a cinq affluents référencés :
- La Rigiole de Widensohlen, 16,8 km sur sept communes avec un affluent :
  - le Canal Vauban, 24,1 km sur treize communes avec un affluent :
    - le ruisseau Quatelbach 14,9 km sur six communes avec un affluent :
      - l'Ancienne Ill ou Illsteinbaechlein, 5,5 km.
- le ruisseau le Scheldgraben, 8,9 km sur sept communes avec un affluent :
  - le ruisseau le Blindengraben, 4,5 km sur trois communes.
- le ruisseau le Neugraben, 6,1 km sur trois communes.
- le ruisseau le Buttenwasser, 2,3 km sur la seule commune de Sélestat.
- le ruisseau l'Intermittengraben, 6,3 km sur la seule commune de Sélestat avec un affluent :
  - le ruisseau le Tiefgraben, 2,9 km sur la seule commune de Sélestat.